# Раєвський Олександр Миколайович (військовик)
Раевський Олександр Миколайович (16 (27) листопада 1795,  Георгієвськ — 23 жовтня (4 листопада) 1868, м. Ніцца, Франція) — учасник   Вітчизняної війни 1812 року і  закордонних походів, полковник.

## Біографія
Старший син генерала М. М. Раєвського та онуки М. В. Ломоносова Софії Олексіївни, народженої Константинової. Виховання отримав в пансіоні при  Московському університеті. Службу почав 1810 року в Симбірському гренадерському полку. У складі 5-го єгерського полку брав участь у  Вітчизняній війні 1812 року і закордонних походах. Полковник - з 1817 року. У 1819 році прикомандирований до Кавказького окремого корпусу. У 1824 році звільнений у відставку.
У грудні 1825 року, після повстання  декабристів, був заарештований за підозрою в причетності до змови, але незабаром виправданий і випущений з-під арешту. Під час слідства тримався гідно, нікого не називав, говорив, що про таємне товариство нічого не знав. Після звільнення, за дорученням  батька Олександр Раєвський якийсь час залишався в  Петербурзі, щоб бути в курсі того, як йде слідство над їх родичами. Коли стало відомо, що його сестра  Марія Волконська має намір розділити долю  чоловіка і поїхати за ним на каторгу, Олександр перешкоджав  їй в цьому.
У 1826 році отримав придворний чин камергера, служив чиновником особливих доручень при губернаторові Новоросії Михайлі Семеновичі Воронцові,  ад'ютантом якого був ще в 1813 році. У 1827 році, після конфлікту з Воронцовим, що вибухнув унаслідок пристрасті Олександра Раєвського до графині Єлизавети Ксаверіївни Воронцової, вийшов у відставку. Раєвський був засланий до  Полтави, де жив безвиїзно. Лише восени 1829 року за спеціальним дозволом йому дозволили поїхати в Бовтишку до помираючого батька. Після від'їзду матері і сестер до Італії, Олександр Миколайович перебрав на себе управління Бовтишкою. Він справно надсилав гроші до Італії, опікувався майновими і фінансовими справами Марії Волконської. Тільки у 1834 році він отримав право оселитися в Москві.
У 1834 році Раєвський одружився з Катериною Петрівною Кіндяковою (1812—1839). Через п'ять років після весілля, 1839 року, Катерина Петрівна померла після пологів, залишивши чоловікові тритижневу дочку Олександру. Тепер все життя Раєвського було присвячене вихованню дочки. У 1861 році вона вийшла заміж за графа Івана Григоровича Ностіца. Але в 1863 році молода графиня померла після пологів, як і її мати. До кінця життя Раєвський залишався невтішним. 
Останні роки життя Раєвського пройшли самотньо за кордоном. Помер Раєвський в жовтні 1868 року в  Ніцці у віці сімдесяти трьох років. Похований в Ніцці на Російському Православному кладовищі Кокад.
Замолоду дружив з російським поетом  Пушкіним. Вважається, що в пушкінському «Демонові» відображені риси Раєвського.